# Zomerkamp (recreatie)

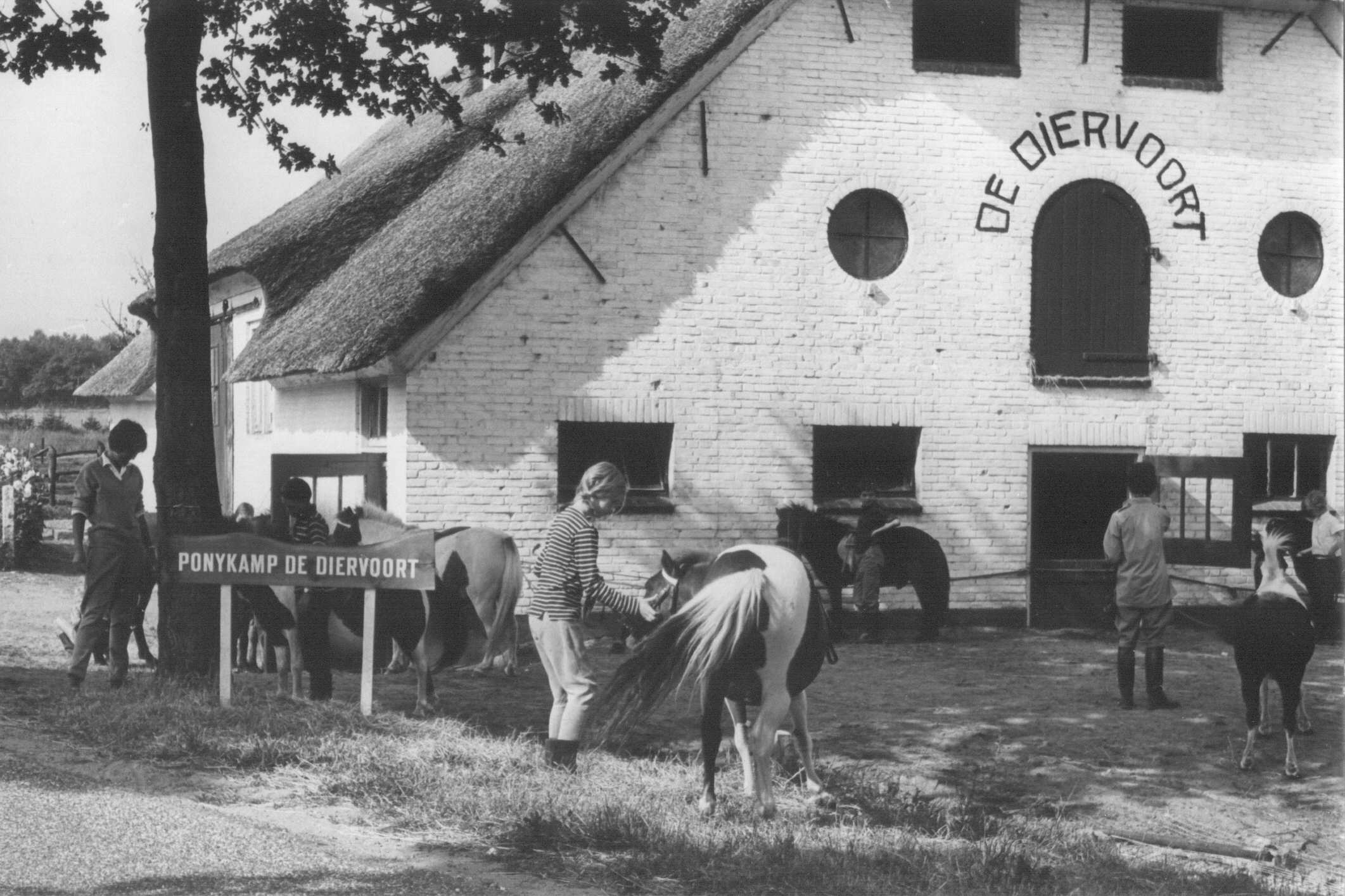
Een ponykampverblijf te Heumen in de jaren 1960.

Een zomerkamp is een programma onder toezicht voor kinderen en jongeren, dat meestal in de zomer wordt gehouden.

## Geschiedenis
Zomerkampen zijn ontstaan in de Verenigde Staten rond 1880 als onderdeel van een "terug naar de natuur"-trend. Inmiddels maken jaarlijks in de Verenigde Staten acht miljoen kinderen gebruik van zomerkampen.

## Zomerkampen in Nederland
In Nederland zijn zomerkampen er al ongeveer honderd jaar. Er worden kinderkampen, jeugdkampen en jongerenvakanties onderscheiden. Ook de scouting organiseert zomerkampen. Er worden onder andere spelletjes gedaan, gezwommen, hutten gebouwd, speurtochten gehouden, gezongen en verhalen verteld rond het kampvuur en bonte avonden gehouden.
Er worden ook thematische kampen aangeboden. Zeilkampen en ponykampen zijn het meest bekend en trekken veel deelnemers. Sinds 2007 zijn ook andere actieve zomerkampen in opkomst, voorbeelden zijn survivalkampen en zwemkampen voor zowel kinderen als jongeren.
Volgens onderzoek gingen er in 2012 rond de 125.000 Nederlandse kinderen naar een georganiseerd zomerkamp.